# Idrottsgymnasium
Ett idrottsgymnasium är en vanlig gymnasieskola som har specialinriktat sig mot vissa idrotter. 
I Sverige finns tre olika nivåer beroende på intag, vem som betalar etc.
- Riksidrottsgymnasium (RIG)
- Nationell godkänd idrottsutbildning (NIU)
- Regionalt idrottsgymnasium (REG)
- Lokalt idrottsgymnasium

## Finland
I Finland innebär idrottsgymnasiestatus att skolan kan ge sina studerande vissa lättnader som gör att de flexibelt kan kombinera toppidrott med gymnasiestudier. Skolan stöder idrottarna bland annat med träningsfaciliteter, expert- och vårdtjänster, tränartjänster, specialkurser och individualiserad studiehandledning.
- Vörå samgymnasium - Vörå
- Brändö gymnasium - Helsingfors
- Mäkelänrinteen lukio - Helsingfors